# Primavera - Partit Verd
Primavera - Partit Verd (en eslovè VESNA – zelena stranka; Vesna) és un partit polític ecologista d'Eslovènia fundat el 9 de febrer de 2022.
En el congrés fundacional van presentar el programa i els seus 4 pilars: medi ambient, democràcia, justícia social i creativitat. En aquests, tracten qüestions com les inversions en l'economia verda, els models sostenibles d'agricultura i producció d'aliments ecològics, la millora de la mobilitat, l'obtenció d'energia de fonts realment renovables, la solució del problema de l'habitatge i la cura de la democràcia, la transparència i la inclusió de l'activitat política. El partit es va convertir en membre associat del Partit Verd Europeu el 3 de juny de 2023.
A nivell electoral, a les eleccions legislatives de 2022 van obtenir només un 1.35% dels vots, i a les presidencials del mateix any van donar suport al candidat independent Vladimir Prebilič, el qual va rebre un 10% de suport a la primera volta. Més recentment, a les eleccions del Parlament Europeu de 2024 el partit va aconseguir un 10.5% dels vots i la tercera posició, aconseguint un eurodiputat, l'excandidat presidencial Prebilič.

## Resultats electorals

### Assemblea Nacional
| Any  | Líder                     | Vots   | %          | Escons | +/– | Govern            |
| ---- | ------------------------- | ------ | ---------- | ------ | --- | ----------------- |
| 2022 | Uroš Macerl Urša Zgojznik | 16,089 | 1.35 (#15) | 0 / 90 | Nou | Extraparlamentari |

### Presidencials
| Any  | Candidat                   | 1a volta | 1a volta   | 2a volta | 2a volta | Resultat |
| Any  | Candidat                   | Vots     | %          | Vots     | %        | Resultat |
| ---- | -------------------------- | -------- | ---------- | -------- | -------- | -------- |
| 2022 | Suport a Vladimir Prebilič | 92,456   | 10,6 / 100 |          |          | Derrota  |

### Parlament Europeu
| Any  | Líder             | Vots   | %         | Escons | +/– | Grup      |
| ---- | ----------------- | ------ | --------- | ------ | --- | --------- |
| 2024 | Vladimir Prebilič | 70,398 | 10,5 (#3) | 1 / 9  | Nou | Verds/ALE |